# أيدا ديوب
أيدا ديوب (بالفرنسية: Aïda Diop) هي منافسة ألعاب القوى سنغالية، ولدت في 27 أبريل 1970 في السنغال.

## وصلات خارجية
- أيدا ديوب على موقع الاتحاد الدولي لألعاب القوى (الإنجليزية)
- أيدا ديوب على موقع اللجنة الأولمبية الدولية (الإنجليزية)
- أيدا ديوب على موقع أوليمبيديا (الإنجليزية)